# Parafia Wniebowzięcia Najświętszej Maryi Panny w Mstowie
Parafia Wniebowzięcia Najświętszej Maryi Panny w Mstowie – parafia rzymskokatolicka w Mstowie. Należy do Dekanatu Mstów archidiecezji częstochowskiej. Została utworzona w XII wieku.  Parafię prowadzą Kanonicy laterańscy.
26 lutego 1552 roku arcybiskup Mikołaj Dzierzgowski erygował parafię św. Jana Chrzciciela w Olsztynie, która powstała poprzez wydzielenie z macierzystej parafii mstowskiej.